# Pseudotropheus cyaneorhabdos
Pseudotropheus cyaneorhabdos (Bowers & Stauffer, 1997) è un pesce d'acqua dolce appartenente alla famiglia Cichlidae.

## Distribuzione e habitat
Come le altre mbuna, è endemico del lago Malawi. Abita bassi fondali ghiaiosi con anfratti rocciosi, fino a 5 m di profondità.

## Descrizione
Raggiunge una lunghezza massima di 7,5 cm. Il corpo è allungato, la colorazione prevalentemente blu, con striature più chiare orizzontali. Le pinne sono degli stessi colori del corpo.

## Alimentazione
Questa specie si nutre di zoolpancton e di piccoli invertebrati dei fondali.

## Conservazione
Questa specie viene classificata come "vulnerabile" (VU) dalla lista rossa IUCN perché ha un areale ristretto, dove sono state introdotte altre specie con cui entra in competizione. Un'altra minaccia è rappresentata dalla pesca.